# Nueva Democracia (concepto)

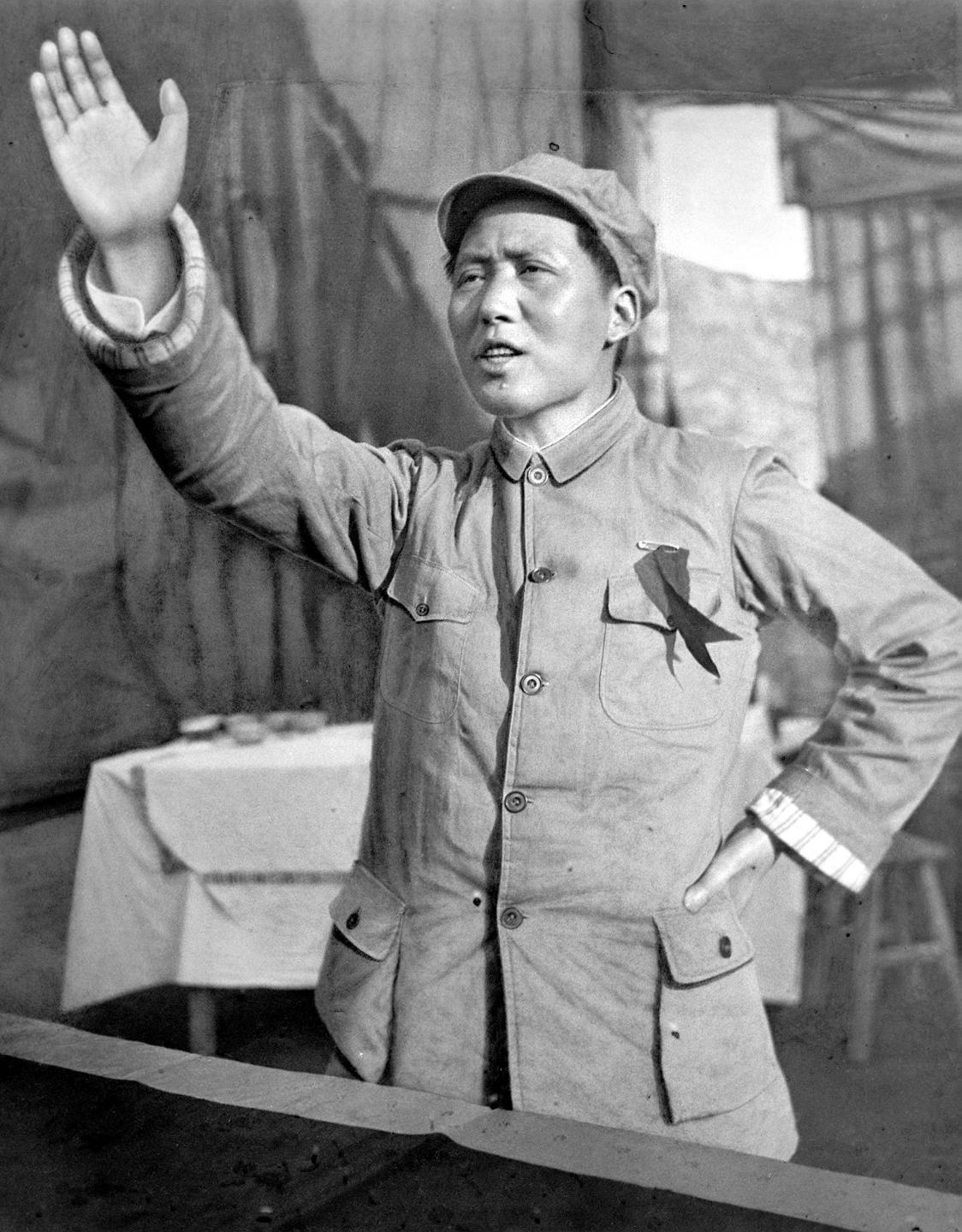
Mao Zedong (1939)

Nueva Democracia (Chino simplificado: 新民主主义) o la Nueva Revolución Democrática (Chino simplificado: 新民主主义革命) es un concepto maoísta basado en la teoría del Bloque de las cuatro clases de Mao Zedong en la China posrevolucionaria. Actualmente, el Nuevo Ejército del Pueblo de Filipinas, y el Partido Comunista de la India llevan adelante actividad guerrillera ("guerra popular") con el intento de establecer la Nueva Democracia. Sendero Luminoso también intentó lo mismo en el Perú.
Mao quería crear una nueva cultura a través de la Revolución Cultural, una nueva economía libre de los terratenientes y para proteger estas nuevas instituciones, una Nueva Democracia de las cuatro clases revolucionarias, a saber, el campesino, el proletariado, la pequeña burguesía y la burguesía nacional.

Con respecto a la estructura política de la Nueva Democracia, Mao dijo en la Sección V de su artículo titulado "Sobre la Nueva Democracia", escrito en enero de 1940, lo siguiente:
China ahora puede adoptar un sistema de asambleas populares, desde la asamblea popular nacional hasta las asambleas populares provinciales, de condado, de distrito y municipales, con todos los niveles eligiendo sus respectivos órganos gubernamentales. Pero si ha de haber una representación adecuada para cada clase revolucionaria de acuerdo con su estatus en el estado, una expresión adecuada de la voluntad del pueblo, una dirección adecuada para las luchas revolucionarias y una manifestación adecuada del espíritu de Nueva Democracia, entonces un sistema debe introducirse el sufragio realmente universal e igualitario, independientemente del sexo, credo, propiedad o educación. Este es el centralismo democrático. Sólo un gobierno basado en el centralismo democrático puede poner en pleno juego la voluntad de todo el pueblo revolucionario y luchar con la mayor eficacia contra los enemigos de la revolución. El espíritu de "no permitir que sea propiedad exclusiva de unos pocos", debe reflejarse en la composición del gobierno y del ejército; sin un sistema auténticamente democrático no podrá alcanzarse este objetivo, y no habrá correspondencia entre el sistema de Estado y el sistema de gobierno. Como sistema de Estado, dictadura conjunta de las diversas clases revolucionarias; como sistema de gobierno, centralismo democrático. He ahí la política de nueva democracia, la república de nueva democracia...".
Con el paso del tiempo, el concepto de Nueva Democracia se adaptó a otros países y regiones con justificaciones similares.
La teoría apunta a derrocar el capitalismo burocrático y lograr la liberación nacional, que se ve impedida por el gobierno de la clase capitalista, optando por el socialismo a través de una coalición de clases que luchan contra el antiguo régimen gobernante, unidos bajo el liderazgo y la guía de la clase trabajadora y su partido comunista.
Este bloque de clases está simbolizado por las estrellas de la Bandera de China, donde la estrella mayor simboliza al liderazgo del Partido Comunista de China, y las otras cuatro estrellas que la rodean simbolizan el bloque de las cuatro clases: trabajadores proletarios, campesinos, pequeños burgueses, y los capitalistas de orden nacional. Esta es la coalición de clases para la "Nueva Revolución Democrática". La Nueva Democracia de Mao explica que el bloque de las cuatro clases es una consecuencia desafortunada pero necesaria del imperialismo tal como lo describe Lenin, mientras que las críticas de la izquierda radical denuncian esta estrategia como una fútil y peligrosa política del mal menor.
El clásico entendimiento marxista de las etapas del desarrollo económico e histórica de los modos de producción bajo el que una revolución socialista puede tener lugar señala que ésta sólo puede ocurrir luego que la revolución capitalista liberal suceda primero. La revolución liberal prepara el camino para que la clase industrial proletaria pueda emerger como la clase mayoritaria en la sociedad, luego de lo cual lanza el modelo capitalista e inicia la construcción del socialismo. Marx creía que la revolución comunista en las áreas no industrializadas del mundo sería insostenible, dado que no tendrían lo que él consideraba el requisito esencial respecto a las condiciones económicas y sociales para tal suceso. Sin embargo el éxito de la Revolución Rusa de 1917 para superar el fallo de los movimientos comunistas en Europa luego de la Segunda Guerra Mundial parecía validar el análisis de Lenin, cuestionando a Marx, al menos en algunos casos. Por su lado, Mao tomó la perspectiva de Lenin en un siguiente nivel, señalando esencialmente que la democracia liberal y el socialismo podían combinarse en un solo estado de construcción llamado Nueva Democracia.
Una vez que la Nueva Democracia haya sido establecida, se puede afirmar que el país es ideológicamente socialista bajo el liderazgo del partido comunista, y su gente está envuelta activamente en la construcción del socialismo aun así el país mantenga varios aspectos de capitalismo para propósitos de lograr un rápido crecimiento económico. Es en esta forma que la Nueva Democracia se considera como una etapa para llegar al socialismo un camino de dos etapas donde luego de la Nueva Democracia le sigue la dictadura del proletariado. Dado que la autoproclamada meta de la construcción socialista es la creación de una sociedad comunista sin estado y sin clases, la introducción de la Nueva Democracia hace que el proceso entero sea una teoría de tres etapas: primero la Nueva Democracia, luego la dictadura del proletariado y al final el comunismo.